# Eric Lamaze
Eric Lamaze (Montreal, 17 april 1968) is een Canadees ruiter, die gespecialiseerd is in springen. Lamaze nam vijfmaal deel aan de Wereldruiterspelen en hierbij één bronzen medaille tijdens de individuele wedstrijd in 2014, in de landenwedstrijd was de vijfde plaats zijn beste prestatie. Lamaze won tijdens zijn olympische debuut in 2008 de gouden medaille individueel en de zilveren medaille in de landenwedstrijd. In 2011 tijdens een wereldbekerwedstrijd in Verona overleed zijn paard Hickstead in de piste aan een gescheurde aorta. Tijdens de spelen van Rio de Janeiro won Lamaze de bronzen medaille individueel.

## Resultaten
- Wereldruiterspelen 1994 in Den Haag 28e in de springconcours met Cagney
- Wereldruiterspelen 1994 in Den Haag 7e in de springconcours landenwedstrijd met Cagney
- Wereldruiterspelen 1998 in Rome 52e in de springconcours met Cagney
- Wereldruiterspelen 1998 in Rome 10e in de springconcours landenwedstrijd met Cagney
- Wereldruiterspelen 2002 in Jerez de la Frontera 69e in de springconcours met Mill Creek Raphael
- Wereldruiterspelen 2002 in Jerez de la Frontera 10e in de springconcours landenwedstrijd met Mill Creek Raphael
- Wereldruiterspelen 2006 in Aken 27e in de springconcours met Hickstead
- Wereldruiterspelen 2006 in Aken 13e in de springconcours landenwedstrijd met Hickstead
- Olympische Zomerspelen 2008 in Hongkong  springconcours met Hickstead
- Olympische Zomerspelen 2008 in Hongkong  landenwedstrijd springconcours met Hickstead
- Wereldruiterspelen 2010 in Lexington  in de springconcours met Hickstead
- Wereldruiterspelen 2010 in Lexington 5e in de springconcours landenwedstrijd met Hickstead
- Olympische Zomerspelen 2012 in Londen 29e springconcours met Derly Chin de Muze
- Olympische Zomerspelen 2012 in Londen 5e landenwedstrijd springconcours met Derly Chin de Muze
- Wereldruiterspelen 2014 in Normandië 34e in de springconcours met Zigali P S
- Wereldruiterspelen 2014 in Normandië 8e in de springconcours landenwedstrijd met Zigali P S
- Olympische Zomerspelen 2016 in Rio de Janeiro  springconcours met Fine Lady 5
- Olympische Zomerspelen 2016 in Rio de Janeiro 4e landenwedstrijd springconcours met Fine Lady 5

1900: Aimé Haegeman ·
1912: Jean Cariou ·
1920: Tommaso Lequio di Assaba ·
1924: Alphonse Gemuseus ·
1928: František Ventura ·
1932: Takeichi Nishi ·
1936: Kurt Hasse ·
1948: Humberto Mariles ·
1952: Pierre Jonquères d'Oriola ·
1956: Hans Günter Winkler ·
1960: Raimondo D'Inzeo ·
1964: Pierre Jonquères d'Oriola ·
1968: William Steinkraus ·
1972: Graziano Mancinelli ·
1976: Alwin Schockemöhle ·
1980: Jan Kowalczyk ·
1984: Joe Fargis ·
1988: Pierre Durand ·
1992: Ludger Beerbaum ·
1996: Ulrich Kirchhoff ·
2000: Jeroen Dubbeldam ·
2004: Rodrigo Pessoa ·
2008: Eric Lamaze ·
2012: Steve Guerdat ·
2016: Nick Skelton ·
2020: Ben Maher ·
2024: Christian Kukuk